# در جستجوی نمو
در جستجوی نمو (به انگلیسی: Finding Nemo) فیلمی پویانمایی کمدی-درام آمریکایی محصول سال ۲۰۰۳ است که توسط استودیوهای انیمیشن پیکسار برای والت دیزنی پیکچرز ساخته شده است. این فیلم توسط اندرو استنتون با همکاری لی آنکریچ کارگردانی و توسط گراهام والترز، بر اساس فیلم‌نامه‌ای از اندرو استنتون، باب پیترسون و دیوید رینولدز و داستانی از استنتون تهیه شده است. آلبرت بروکس، الن دی‌جنرس، الکساندر گلد، ویلم دافو و جفری راش صداپیشگان این فیلم هستند. داستان آن دربارهٔ یک دلقک‌ماهی بیش از حد محافظ به نام مارلین (بروکس) است که به همراه یک جراح‌ماهی آبی به نام دوری (دی‌جنرس) به دنبال پسر گمشده‌اش نمو (گلد) می‌گردد. در طول راه مارلین یاد می‌گیرد ریسک کند و با نمو کنار می‌آید که از خودش مراقبت کند.
پیش‌تولید فیلم در سال ۱۹۹۷ آغاز شد. الهام‌بخش ساخت در جستجوی نمو چندین تجربه مختلف بود که به دوران کودکی استنتون بازمی‌گشت، زمانی که او از رفتن به دندان‌پزشکی لذت می‌برد، زیرا می‌توانست آکواریوم ماهی‌ها را تماشا کند و تصور می‌کرد که آن‌ها از اقیانوس آمده‌اند و می‌خواهند به خانه خود بازگردند. برای اینکه حرکات ماهی‌ها در فیلم باورپذیر باشد، پویانماها یک دوره فشرده زیست‌شناسی ماهی‌ها و اقیانوس‌شناسی گذراندند. توماس نیومن موسیقی متن فیلم را ساخت.
نخستین نمایش در جستجوی نمو در ۱۸ مه در تئاتر ال کاپیتان در لس آنجلس برگزار شد و در ۳۰ مه در سینماهای ایالات متحده اکران عمومی یافت. پس از انتشار، این فیلم با تحسین گسترده منتقدان روبه‌رو شد. آن‌ها عناصر بصری، فیلم‌نامه، پویانمایی، موسیقی نیومن و شخصیت‌هایی را که برای کودکان و والدینشان بامزه به نظر می‌رسیدند، ستایش کردند. این فیلم در زمان اکران خود به پرفروش‌ترین فیلم پویانمایی تبدیل شد و با فروش کلی ۸۷۱ میلیون دلار در سراسر جهان تا پایان نمایش اولیه، دومین فیلم پرفروش سال ۲۰۰۳ شد. این فیلم چهار نامزدی در هفتاد و ششمین دوره جوایز اسکار دریافت کرد و برنده جایزه بهترین فیلم پویانمایی شد و به نخستین فیلم پیکسار و دیزنی تبدیل شد که این جایزه را کسب می‌کند.
در جستجوی نمو پرفروش‌ترین عنوان دی‌وی‌دی در تمام دوران است، به‌طوری که تا سال ۲۰۰۶ بیش از ۴۰ میلیون نسخه از آن به فروش رفت. همچنین این فیلم پرفروش‌ترین فیلم دارای رده‌بندی G در تاریخ بود، تا زمانی که داستان اسباب‌بازی ۳ از پیکسار رکورد آن را شکست. این فیلم در سال ۲۰۱۲ به‌صورت سه‌بعدی بازپخش شد. در سال ۲۰۰۸، انستیتوی فیلم آمریکا آن را به‌عنوان دهمین فیلم پویانمایی برتر آمریکایی در فهرست ۱۰ فیلم برتر معرفی کرد. دنباله‌ای برای این فیلم با عنوان در جستجوی دوری در ژوئن ۲۰۱۶ منتشر شد.

## داستان
مارلین و کورال، یک زوج ماهی دلقک، با خوشحالی در یک شقایق دریایی در دیواره بزرگ مرجانی زندگی می‌کنند. آن‌ها در آستانه پدر و مادر شدن هستند و منتظرند تا تخم‌هایشان از تخم بیرون بیایند. ناگهان، یک کوترماهیان به شقایق نزدیک می‌شود. کورال برای محافظت از تخم‌ها به سمت آن‌ها می‌رود، درحالی‌که کوترماهیان، مارلین را بیهوش می‌کند. وقتی مارلین به هوش می‌آید، متوجه می‌شود که کورال و همه تخم‌ها، به‌جز یکی، توسط کوترماهیان خورده شده‌اند. آخرین تخم باقی‌مانده ترک خورده است. مارلین نام فرزندش را نمو می‌گذارد، نامی که کورال دوست داشت، و قول می‌دهد که از او محافظت کند.
در اولین روز مدرسه نمو، او و مارلین بر سر رفتار بیش از حد محافظتی مارلین بحث شدیدی می‌کنند. نمو از روی لجبازی به سمت یک قایق تندرو شنا می‌کند و توسط دو غواص اسیر می‌شود. مارلین ناامیدانه قایق را تعقیب می‌کند، اما بی‌فایده است. مارلین با دوری، یک جراح‌ماهی آبی که فراموشی کوتاه‌مدت دارد، آشنا می‌شود. دوری پیشنهاد می‌دهد که به مارلین کمک کند. در ادامه، آن‌ها با بروس، انکور و چام، سه کوسه‌ای که در تلاشند تا از خوردن ماهی خودداری کنند، روبه‌رو می‌شوند. مارلین ماسک غواصی‌ای را که از قایق افتاده بود، پیدا می‌کند و به‌طور تصادفی دوری را با آن زخمی می‌کند. بوی خون دوری باعث می‌شود که بروس به جنون بیفتد و ناخواسته مین‌های دریایی قدیمی را فعال کند. کوسه‌ها، مارلین و دوری موفق می‌شوند قبل از انفجار مین‌ها، به موقع فرار کنند.
نمو در یک آکواریوم در مطب دندان‌پزشک فیلیپ شرمن در سیدنی، استرالیا قرار داده می‌شود. او با «دار و دسته آکواریوم» آشنا می‌شود، گروهی که تحت رهبری گیل، یک داس‌ماهی زخمی، قرار دارد. شرمن قصد دارد نمو را به خواهرزاده‌اش دارلا هدیه دهد، دختری که ماهی قبلی خود را به دلیل رفتار ناشیانه‌اش به‌طور تصادفی کشته بود. گیل که خودش هم آرزوی بازگشت به اقیانوس را دارد، یک نقشه فرار طراحی می‌کند: نمو، که کوچک‌ترین ماهی آکواریوم است، باید لوله فیلتر آب را با یک سنگریزه مسدود کند. این باعث می‌شود که شرمن مجبور شود ماهی‌ها را درون کیسه‌های پلاستیکی بگذارد تا هنگام تمیز کردن مخزن، آن‌ها را موقتاً بیرون ببرد. سپس، آن‌ها می‌توانند با غلتیدن از پنجره، وارد بندر شوند. نمو تلاش می‌کند فیلتر را مسدود کند اما ناموفق است و در این فرایند تقریباً توسط تجهیزات فیلتر کشته می‌شود، اتفاقی که گیل را عمیقاً پشیمان می‌کند.
در همین حال، ماسک غواص به داخل یک دره عمیق اقیانوسی سقوط می‌کند. هنگامی که مارلین و دوری در جستجوی آن هستند، مورد حمله یک قلابچه‌ماهی قرار می‌گیرند اما موفق می‌شوند با استفاده از ماسک، آن را به دام بیندازند. دوری آدرس نوشته‌شده روی ماسک را به خاطر می‌سپارد. یک گروه از ماه‌ماهی به مارلین و دوری مسیر جریان استرالیای شرقی را نشان می‌دهند. در مسیر، مارلین و دوری در میان جنگلی از عروس‌های دریایی گرفتار می‌شوند. آن‌ها در اثر نیش‌های عروس‌های دریایی بیهوش می‌شوند و زمانی که به هوش می‌آیند، خود را درون جریان استرالیای شرقی در کنار گروهی از لاک‌پشت‌های دریایی از جمله کراش و پسرش، اسکویرت می‌یابند. ماجراجویی مارلین توسط لاک‌پشت‌ها در سراسر اقیانوس منتقل می‌شود تا اینکه خبر به سیدنی و نایجل، یک پلیکان که معمولاً با دار و دسته آکواریوم صحبت می‌کند، می‌رسد. نایجل داستان تلاش مارلین را برای دار و دسته آکواریوم بازگو می‌کند، که باعث انگیزه گرفتن نمو می‌شود تا دوباره فیلتر را مسدود کند. این بار، تلاش نمو موفقیت‌آمیز است و آکواریوم به سرعت با جلبک‌های سبز پوشیده می‌شود.
پس از خروج از جریان، مارلین و دوری گم می‌شوند و توسط یک نهنگ آبی بلعیده می‌شوند. نهنگ آن‌ها را از طریق سوراخ تنفسی‌اش به بیرون پرتاب می‌کند و آن‌ها در بندرگاه سیدنی فرود می‌آیند. نایجل مارلین و دوری را پیدا می‌کند و پس از نجات آن‌ها از حمله گروهی از مرغان دریایی گرسنه، آن‌ها را به مطب شرمن می‌برد. در همین حین، نمو وانمود می‌کند که مرده است تا از دست دادن به دارلا فرار کند، اما این باعث می‌شود مارلین فکر کند که او واقعاً مرده است. شرمن نایجل را از دفتر خود بیرون می‌اندازد و در همین زمان، گیل به نمو کمک می‌کند تا از طریق فاضلاب سینک که به اقیانوس منتهی می‌شود، فرار کند.
مارلین که عمیقاً ناراحت شده، با ناامیدی از دوری خداحافظی می‌کند و راهی خانه می‌شود. اما نمو با دوری روبه‌رو می‌شود و او به نمو کمک می‌کند تا دوباره با مارلین متحد شود. در این لحظه، یک کشتی ماهیگیری دوری و گروهی از ماهی‌های هامور را با یک تور به دام می‌اندازد. نمو و مارلین با همکاری یکدیگر، به ماهی‌ها دستور می‌دهند که به سمت پایین شنا کنند.
مدتی بعد، مارلین که حالا اعتمادبه‌نفس بیشتری پیدا کرده و اجتماعی‌تر شده است، نمو را به مدرسه می‌برد. دوری به مارلین ملحق می‌شود و آن‌ها با خوشحالی برای نمو دست تکان می‌دهند، درحالی‌که او همراه با کلاسش راهی درس و ماجراجویی‌های جدید می‌شود. در همین حال، پس از خراب شدن فیلتر جدید آکواریوم دندان‌پزشک، دار و دسته آکواریوم موفق به فرار شده و درون بندر سیدنی فرود می‌آیند. اکنون آن‌ها در اقیانوس آزاد هستند، اما همچنان در کیسه‌های پلاستیکی گیر افتاده‌اند و با کنجکاوی از خود می‌پرسند باید چه کار کنند.

## صداپیشگان
- آلبرت بروکس در نقش مارلین، یک دلقک‌ماهی و پدر بیش از حد محافظ نمو.
- الن دی‌جنرس در نقش دوری، یک جراح‌ماهی آبی با فراموشی کوتاه مدت.
- الکساندر گلد در نقش نمو، تنها پسر بازمانده مارلین، که در مورد زندگی و کاوش در اقیانوس هیجان‌زده است، اما به عنوان یک حیوان خانگی اسیر و اهلی می‌شود.
- ویلم دفو در نقش گیل، یک داس‌ماهی زخمی که در آکواریومی در کلینیک دندان‌پزشکی فیلیپ شرمن زندگی می‌کند و رهبر گروه تانک.
- براد گرت در نقش بلات، خوارپشت‌ماهی آکواریوم.
- الیسون جنی در نقش پیچ، ستاره دریایی آکواریوم.
- استیون روت در نقش بابلز، جراح‌ماهی زرد آکواریوم.
- آستین پندلتن در نقش گورگل، پری ماهی سلطنتی آکواریوم دارای اختلال وسواسی-جبری.
- ویکی لوئیس در نقش دب، دوشیزه‌ماهی چهارخطه آکواریوم.
  - لوئیس همچنین برای صداپیشگی «فلو» اعتبار دارد، نام دب نشان‌دهنده این است که او معتقد است خواهر دوقلوی او است.
- جو رنفت در نقش ژاک، میگوی پاک‌کننده آکواریوم.
- جفری راش در نقش نایجل، یک پلیکان استرالیایی که اغلب به کلینیک دندان‌پزشکی مراجعه می‌کند و با ماهی‌های آکواریوم دوست است.
- اندرو استنتون در نقش کراش، یک لاک‌پشت سبز دریایی.
- الیزابت پرکینز در نقش کورال، همسر مارلین و مادر نمو.
- نیکولاس برد در نقش اسکوئیرت، پسر کراش.
- باب پیترسون در نقش آقای رِی، سفره‌ماهی عقابی خال‌دار و معلم مدرسه نمو.
- بری هامفریز در نقش بروس، یک کوسه سفید بزرگ، که با وجود پرهیز از خوردن ماهی، به مبارزه با اراده غریزی خود برای خوردن آنها ادامه می‌دهد. او همچنین با انکر و چام دوست است.
- اریک بانا در نقش انکر، یک کوسه سرچکشی که با بروس و چام دوست است.
- بیل هانتر در نقش فیلیپ شرمن، دندان‌پزشکی که نمو و گروه تانک را در آکواریوم نگه می‌دارد.
- لولو ایبلینگ در نقش دارلا، خواهرزاده جوان و پرخاشگر شرمن.
- جوردی رنفت در نقش تد، یک پروانه‌ماهی انگشت‌باز و دوست مدرسه‌ای نمو.
- اریکا بک در نقش پرل، یک هشت‌پای کلوچه‌ای جوان و دوست مدرسه‌ای نمو.
- اریک پر سالیوان در نقش شلدون، یک اسب دریایی جوان و دوست مدرسه‌ای نمو.
- جان راتزنبرگر در نقش ماه‌ماهی مدرسه.

## تولید

### توسعه

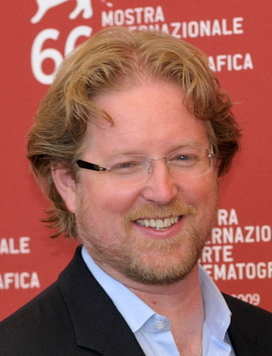
اندرو استنتون فیلم را نویسندگی و کارگردانی کرد.

ایده‌ ساخت در جستجوی نمو از تجربیات متعددی نشأت گرفت که به دوران کودکی کارگردان، اندرو استنتون بازمی‌گردد. او در کودکی از رفتن به دندان‌پزشکی لذت می‌برد، زیرا می‌توانست آکواریوم را تماشا کند و تصور می‌کرد که ماهی‌ها از اقیانوس آمده‌اند و می‌خواهند به خانه‌شان برگردند. در سال ۱۹۹۲، کمی پس از تولد پسرش، او و خانواده‌اش به پارک سیکس فلگز دیسکاوری کینگدام (که در آن زمان دنیای دریایی نام داشت) سفر کردند. در آنجا، پس از مشاهده تونل کوسه‌ها و سایر نمایشگاه‌های دریایی، احساس کرد که دنیای زیر آب می‌تواند به‌طور زیبایی در پویانمایی رایانه‌ای بازسازی شود. چند سال بعد، در سال ۱۹۹۷، زمانی که پسرش را برای قدم زدن در پارک برده بود، متوجه شد که بیش از حد از او مراقبت می‌کند و فرصتی را برای یک تجربه‌ پدر و پسری از دست داده است.
در مصاحبه‌ای با مجله‌ نشنال جیوگرافیک، استنتون گفت که ایده‌ شخصیت‌های مارلین و نمو از عکسی از دو ماهی دلقک که از یک شقایق دریایی بیرون آمده بودند، به ذهنش رسید:
این تصویر آن‌قدر خیره‌کننده بود که نمی‌توانستم چشم از آن بردارم. نمی‌دانستم چه نوع ماهی‌ای هستند، اما مجذوب‌شان شده بودم. و وقتی فهمیدم اسم‌شان دلقک‌ماهی است—همه‌چیز عالی شد. هیچ‌چیز جذاب‌تر از این نیست که این ماهی‌های کوچک بخواهند با تو قایم‌باشک بازی کنند.
علاوه بر این، دلقک‌ماهی‌ها رنگارنگ هستند اما معمولاً به ندرت از شقایق دریایی بیرون می‌آیند. استنتون احساس کرد که برای شخصیتی که باید سفری خطرناک را آغاز کند، دلقک‌ماهی انتخابی ایده‌آل است. پیش‌تولید فیلم در اوایل سال ۱۹۹۷ آغاز شد. استنتون نوشتن فیلم‌نامه را در طول مرحله‌ پس‌تولید زندگی یک حشره شروع کرد. در نتیجه، در جستجوی نمو با یک فیلم‌نامه‌ کامل وارد مرحله تولید شد، چیزی که لی آنکریچ، کارگردان مشترک، آن را «اتفاقی نادر در تولید یک فیلم پویانمایی» توصیف کرد. برای مطالعه‌ دقیق صخره‌های مرجانی، تیم هنری دوره‌های غواصی اسکوبا را گذراندند.
استنتون در ابتدا قصد داشت مرگ کورال را از طریق گذشته‌نما نشان دهد اما بعداً متوجه شد که در پایان فیلم، چیزی برای آشکار کردن باقی نخواهد ماند. به همین دلیل، تصمیم گرفت که مرگ او را در همان ابتدای فیلم نمایش دهد. شخصیت گیل نیز در ابتدا متفاوت از نسخه‌ نهایی فیلم بود. در یکی از صحنه‌های حذف‌شده، گیل به نمو می‌گوید که از جایی به نام «خلیج بدشانسی» آمده و خواهر و برادرانی دارد. او این داستان را برای تحت‌تأثیر قرار دادن نمو بیان می‌کند، اما نمو بعدها متوجه می‌شود که گیل دروغ گفته است؛ زیرا یکی از بیماران مطب دندان‌پزشکی در حال خواندن یک کتاب داستان کودکانه است که دقیقاً همین جزئیات را در خود دارد.

### انتخاب بازیگران
ویلیام اچ میسی اولین بازیگری بود که برای صداپیشگی مارلین انتخاب شد. اگرچه میسی بیشتر دیالوگ‌های مارلین را ضبط کرده بود، استنتون احساس کرد که این شخصیت به لحن لطیف‌تری نیاز دارد. در نتیجه، آلبرت بروکس را برای این نقش انتخاب کرد و معتقد بود که این تصمیم «فیلم را نجات داد». بروکس از ایده‌ یک دلقک‌ماهی که اصلاً بامزه نیست خوشش آمد و در ضبط صدا، چندین شوخی بسیار بد اجرا کرد.
ایده‌ صحنه آغاز از یک جلسه‌ داستان‌پردازی بین استنتون و باب پیترسون شکل گرفت، زمانی که آن‌ها در حال رانندگی به استودیو برای ضبط صدای بازیگران بودند. در ابتدا، استنتون شخصیت دوری را به‌عنوان یک ماهی نر تصور کرده بود، اما پس از تماشای یک قسمت از برنامه‌ الن دی‌جنرس، تصمیم گرفت او را برای این نقش انتخاب کند. استنتون متوجه شد که دی‌جنرس در طول یک جمله، پنج بار موضوع صحبتش را تغییر می‌دهد که دقیقاً با ویژگی‌های شخصیتی دوری مطابقت داشت. شخصیت پلیکان به نام جرالد (که در نسخه نهایی فیلم مارلین و دوری را می‌بلعد و سپس خفه می‌شود) در ابتدا قرار بود دوست نایجل باشد. در طرح اولیه، نایجل پرنده‌ای منظم و وسواسی بود، درحالی‌که جرالد شخصیتی نامرتب و شلخته داشت. اما تیم سازنده نتوانست صحنه‌ای مناسب برای تعامل آن‌ها پیدا کند که ریتم فیلم را کند نکند. در نتیجه، نقش جرالد به حداقل کاهش یافت.
استنتون خودش صداپیشگی کراش، لاک‌پشت دریایی را انجام داد. او در ابتدا فقط برای نسخه‌ استوری‌ریل فیلم صداگذاری کرده بود و انتظار داشت بعداً یک بازیگر حرفه‌ای برای این نقش انتخاب شود. اما وقتی اجرای او در نمایش‌های آزمایشی محبوب شد، تصمیم گرفت همان اجرا را در فیلم نگه دارد. او تمام دیالوگ‌هایش را در حالی که روی مبل دفتر آنکریچ دراز کشیده بود، ضبط کرد. پسر کراش، اسکوئرت، توسط نیکلاس برد صداگذاری شد که پسر کوچک برد برد، کارگردان دیگر پیکسار بود. طبق گفته‌ استنتون، برد یک روز در استودیوهای پیکسار در حال پخش یک فایل صوتی از پسرش بود. استنتون احساس کرد که صدای نیکلاس شبیه به نسل جدید شخصیت «تمپر» در بامبی است و فوراً او را برای این نقش انتخاب کرد.
مگان مولالی در ابتدا قرار بود صداپیشه‌ یکی از شخصیت‌های فیلم باشد. طبق گفته‌ خودش، تهیه‌کنندگان وقتی متوجه شدند که صدای شخصیت کارن واکر در مجموعه ویل و گریس صدای طبیعی او نیست، شگفت‌زده شدند. بااین‌حال، او را استخدام کردند، اما اصرار داشتند که از همان صدای کارن واکر برای نقشش استفاده کند. وقتی مولالی از این کار امتناع کرد، او را از پروژه کنار گذاشتند.

### پویانمایی
برای اینکه حرکات ماهی‌ها در فیلم واقعی و باورپذیر به نظر برسد، پویانماها یک دوره فشرده در زیست‌شناسی ماهی‌ها و اقیانوس‌شناسی گذراندند. آن‌ها از آکواریوم‌ها بازدید کردند، در هاوایی غواصی کردند و حتی در شرکت، سخنرانی‌هایی از یک ماهی‌شناس دریافت کردند. در نتیجه، پویانمای دوری، جینی کروز سانتوس، توانست حرکات ماهی‌ها، حرکات انسانی و حالات چهره را ترکیب کند تا شخصیت‌ها زنده و واقعی به نظر برسند. طراح تولید فیلم، رالف اگلستون، طراحی‌های پاستلی برای هر صحنه ایجاد کرد تا تیم نورپردازی به رهبری شارون کالاهان، ایده‌ای روشن از نورپردازی مورد نیاز هر صحنه داشته باشند.
شخصیت کوسه سفید بزرگ، بروس، اشاره‌ای است به کوسه انیماترونیک آرواره‌ها که در یونیورسال ساخته شده بود. کوسه‌ای که در آن فیلم استفاده شد، «بروس» نام داشت؛ برگرفته از بروس ریمن، وکیل طلاق استیون اسپیلبرگ. جمله‌ «بروسی اینجاست!» که بروس در فیلم ادا می‌کند، ارجاعی است به جمله‌ جک نیکلسون در فیلم ترسناک درخشش محصول ۱۹۸۰. همچنین، موسیقی‌ای که برای شخصیت دارلا، دختر دندان‌پزشک پخش می‌شود، همان تم موسیقی فیلم روانی آلفرد هیچکاک محصول ۱۹۶۰ است.
این فیلم به یاد گلن مک‌کوئین، یکی از پویانماهای پیکسار، که در اکتبر ۲۰۰۲ بر اثر ملانوم درگذشت، تقدیم شده است. در جستجوی نمو شباهت‌های زیادی با کتاب کودکانه‌ای به نام پیرو دلقک‌ماهی دارد، که در سال ۲۰۰۲ منتشر شد، اما ادعا شده که ایده‌ آن در سال ۱۹۹۵ شکل گرفته بوده است. نویسنده‌ کتاب، فرانک لو کالوز، از دیزنی شکایت کرد و ادعا کرد که حقوق معنوی‌اش نقض شده و همچنین خواستار ممنوعیت فروش کالاهای مربوط به در جستجوی نمو در فرانسه شد. اما دادگاه شکایت او را رد کرد و دلیل آن را تفاوت رنگ‌آمیزی بین شخصیت‌های پیرو و نمو اعلام کرد.

### بومی‌سازی

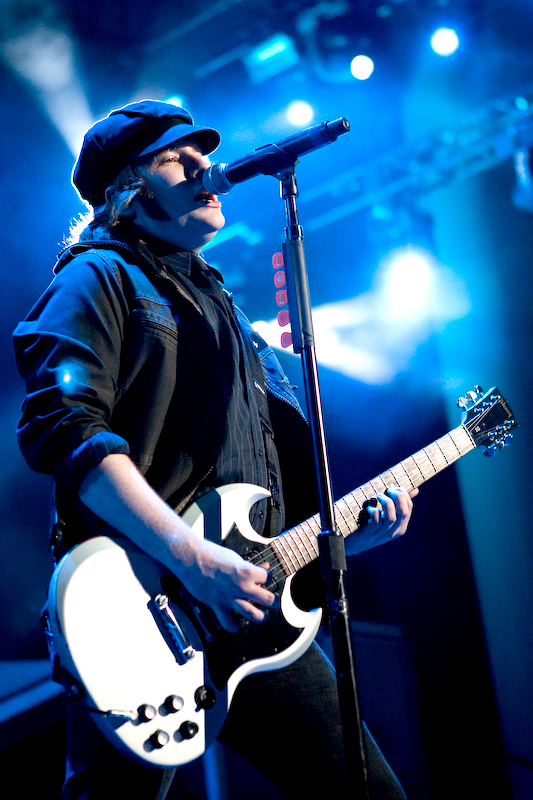
پاتریک استامپ یک نسخه ناواهو از آهنگ پایانی فراتر از دریا را اجرا کرد.

در سال ۲۰۱۶، معاون ارشد بخش بین‌المللی صداگذاری شخصیت‌های دیزنی، ریک دمپسی، با همکاری موزه ملت ناواهو، دوبله‌ای به زبان ناواهو از فیلم با عنوان Nemo Há’déést’íí تهیه کرد که بین ۱۸ تا ۲۴ مارس همان سال در سینماها اکران شد. هدف این پروژه، حفظ زبان ناواهو و آموزش آن به کودکان از طریق یک فیلم دیزنی بود. برای این منظور، تست‌های بازیگری در منطقه رزرو ملت ناواهو برگزار شد، اما طبق گفته دمپسی، پیدا کردن یک گوینده کودک که زبان ناواهو را به‌طور بومی صحبت کند کار دشواری بود، زیرا بیشتر گویش‌وران بومی این زبان بالای ۴۰ سال سن داشتند. نسخه‌ پایانی آهنگ «فراتر از دریا» که در نسخه‌ انگلیسی توسط رابی ویلیامز اجرا شده بود، نیز به زبان ناواهو ترجمه و اجرا شد. این نسخه را پاتریک استامپ، خواننده‌ اصلی گروه فال اوت بوی اجرا کرد. در سال ۲۰۱۶، در جستجوی نمو دومین فیلمی بود که دوبله رسمی به زبان ناواهو دریافت کرد؛ اولین فیلم، جنگ ستارگان بود.

## موسیقی متن
در جستجوی نمو نخستین فیلم پیکسار بود که موسیقی متن آن توسط رندی نیومن ساخته نشد. به جای او، توماس نیومن، پسرعموی رندی، وظیفه ساخت موسیقی فیلم را بر عهده گرفت. آلبوم موسیقی متن اصلی فیلم در ۲۰ مه ۲۰۰۳ منتشر شد. موسیقی متن این فیلم برای جایزه اسکار بهترین موسیقی فیلم نامزد شد، اما در نهایت رقابت را به ارباب حلقه‌ها: بازگشت پادشاه باخت.

## انتشار

### بازاریابی
دیزنی نخستین تیزر تریلر در جستجوی نمو را در ژوئن ۲۰۰۲ منتشر کرد که برای نخستین بار همراه با اکران سینمایی لیلو و استیچ به نمایش درآمد. این تیزر سپس در نمایش‌های سینمایی فیلم‌های دیگری همچون هی آرنولد!: فیلم، فیلم پاورپاف گرلز، استوارت کوچولو ۲ و یونس: فیلم وجی‌تیلز نیز نمایش داده شد. همچنین، این تیزر در نسخه خانگی فیلم شرکت هیولاها و دیگر نسخه‌های خانگی فیلم‌های دیزنی نیز قرار گرفت. دومین تریلر رسمی فیلم در اکتبر ۲۰۰۲ منتشر شد و همراه با اکران سیاره گنج و فیلم تورن‌بری‌های وحشی پخش شد. سومین تریلر در فوریه ۲۰۰۳ منتشر شد و با اکران کتاب جنگل ۲ همراه بود. تریلر چهارم و نهایی نیز در مارس ۲۰۰۳ عرضه شد و با نمایش سینمایی فیلم بزرگ پیگلت به نمایش درآمد.
رستوران‌های مک‌دونالد در قالب وعده‌های هپی میل، هشت اسباب‌بازی مختلف از شخصیت‌های فیلم عرضه کردند. در صدمین نمایشگاه بین‌المللی اسباب‌بازی آمریکای شمالی در نیویورک، هاسبرو نیز مجموعه‌ای از اسباب‌بازی‌های این فیلم را رونمایی کرد. کیلوگ نیز یک غلات با تم فیلم عرضه کرد که شامل جوهای شیرین‌شده طبیعی و مارشمالوهایی به شکل ماهی بود. در جستجوی نمو در کمپین‌های تبلیغاتی مشترک با شرکت‌های متعددی مانند فریتو-لی، کیبلر، پپسی، رالفز، درایرز، جل سرت، ایرهدز، اورویل ردنبچرز و تی‌اچ‌کیو حضور داشت. پیش از ۲۶ مه ۲۰۰۳، روی بیش از ۵۰ میلیون بسته چیپس، برچسب‌هایی برای شرکت در قرعه‌کشی سفری به سیدنی، استرالیا و بازدید از دیواره بزرگ مرجانی قرار گرفت. در ۱۷ مه همان سال، فریتو-لی رویدادی در تمام شعبه‌های وال‌مارت برگزار کرد که کودکان می‌توانستند با عینک‌های سه‌بعدی، تصاویر پنهان نمو را پیدا کنند. کیلوگ هشت اسباب‌بازی آبی مختلف از شخصیت‌های فیلم را درون جعبه‌های غلات‌هایی نظیر فراستد فلیکز، رایس کریسپیس، هانی اسمکس و کوکوآ رایس کریسپیس قرار داد. همچنین پشت برخی از جعبه‌ها مانند هانی اسمکس، سینمن کرانچ کریسپیس و فروت لوپز یک بازی حافظه‌ای با مضمون نمو چاپ شده بود. یک نسخه ویژه از غلات فروت لوپز با تم فیلم و مارشمالوهای شخصیت‌دار نیز عرضه شد. مصرف‌کنندگان با ارسال دو کد یوپی‌سی از سه غلات کیلوگ می‌توانستند یک حوله ساحلی بزرگ دریافت کنند. همچنین پاپ-تارتس طعم جدیدی با نام گریت بری ریف با پرکننده توت وحشی و تزییناتی به شکل ماهی معرفی کرد. با ارسال دو کد یوپی‌سی از این محصول، مصرف‌کنندگان می‌توانستند یک تشک بادی استخری دریافت کنند. اگو نیز با خرید دو بسته وافل، عینک‌های شنا هولوگرافیک ارائه می‌داد. در بخش تنقلات، شرکت کیلاگ با خرید دو بسته از محصولات خاص و دو گالن شیر، یک کوسه بادی بزرگ هدیه می‌داد. تبلیغات فیلم بر روی محصولات متنوعی از جمله ویفرهای وانیلی، چیپس دیلوکس، مینی فاچ شاپی، چیپس کلوچه‌ای سافت بچ چاکلت و رایس کریسپیس تریتز دیده می‌شد.
در ۲۰ مه ۲۰۰۳، کیلاگ جعبه‌های غلات فراستد فلیکز را به دلیل شباهت زیاد به یک بازی کارت حافظه ساخت هاسبرو، بازخوانی کرد. شکایتی علیه این شرکت ثبت شد که در آن تصویری از جعبه غلات با تونی ببره در کنار شخصیت‌های نمو، دوری و کراش چاپ شده بود. این شخصیت‌ها با مجوز رسمی از دیزنی روی کارت‌ها قرار گرفته بودند. هاسبرو این شکایت را برای حفاظت از علامت تجاری خود ثبت کرد.

### سینما
در جستجوی نمو نه تنها پنجمین فیلم ساخته‌شده توسط پیکسار بود، بلکه نخستین فیلم این استودیو بود که به جای ماه نوامبر (مانند چهار فیلم قبلی‌اش)، در تابستان اکران شد. این فیلم در ۱۸ مه ۲۰۰۳ برای نخستین بار در لس آنجلس به نمایش درآمد و سپس در ۳۰ مه ۲۰۰۳ همزمان با کسب‌وکار ایتالیایی و پیچ اشتباه اکران عمومی شد.

### رسانه خانگی
در جستجوی نمو در ۴ نوامبر ۲۰۰۳ به صورت رسمی بر روی وی‌اچ‌اس و دی‌وی‌دی عرضه شد. نسخه دی‌وی‌دی آن دارای تأییدیه تی‌ان‌ایکس و تهیه‌شده از نسخه دیجیتالی بود. نسخه کلکسیونی دو دیسکه این فیلم در همان روز نخست عرضه، بیش از ۸ میلیون نسخه فروش داشت و رکورد قبلی مرد عنکبوتی را به عنوان پرفروش‌ترین دی‌وی‌دی در یک روز شکست. همچنین رکورد شرکت هیولاها را به عنوان پرفروش‌ترین دی‌وی‌دی فیلم پویانمایی در روز نخست از آن خود کرد. در عرض دو هفته، این فیلم عنوان پرفروش‌ترین دی‌وی‌دی زمان خود را به دست آورد و با فروش بیش از ۱۵ میلیون نسخه، از ارباب حلقه‌ها: یاران حلقه پیشی گرفت. با فروش بیش از ۴۰ میلیون نسخه تا به امروز، این فیلم همچنان پرفروش‌ترین دی‌وی‌دی تاریخ محسوب می‌شود. دیسک اول شامل نسخه عریض فیلم، مستندات، گالری‌ها، و توضیحات صوتی/تصویری است؛ در حالی که دیسک دوم نسخه فول‌فریم، بازی‌ها، پیش‌نمایش فیلم‌های دیگر (از جمله شگفت‌انگیزان و خانه‌ای در مزرعه)، فیلم‌های کوتاه (خرت و پرت که در سینما همزمان با فیلم نمایش داده می‌شد، و کاوش در صخره)، و کمپین‌های تبلیغاتی را شامل می‌شود. هر دو دیسک همچنین مقدمه‌هایی از استنتون و انکریچ و بخش‌هایی با عنوان آکواریوم مجازی از صحنه‌های فیلم دارند.
این فیلم در ۴ دسامبر ۲۰۱۲ بر روی فرمت‌های بلوری و بلوری سه‌بعدی در قالب نسخه‌های سه‌دیسکه و پنج‌دیسکه منتشر شد. در سال ۲۰۱۹ نیز نسخه ۴کی اولترا اچ‌دی بلوری آن منتشر شد.

## بازخورد

### گیشه

#### پخش اصلی سینما
در زمان اکران اولیه‌اش، در جستجوی نمو در ایالات متحده و کانادا ۳۳۹٫۷ میلیون دلار و در سایر نقاط جهان ۵۳۱٫۳ میلیون دلار فروش داشت که مجموع فروش جهانی آن را به ۸۷۱ میلیون دلار رساند. این فیلم، دومین فیلم پرفروش سال ۲۰۰۳ شد، بعد از ارباب حلقه‌ها: بازگشت پادشاه، و موفق شد بارگذاری مجدد ماتریکس را شکست دهد و عنوان پرفروش‌ترین فیلم تابستان ۲۰۰۳ را از آن خود کند. این فیلم در طول اکران اولیه خود حدود ۵۶٫۴ میلیون بلیت در ایالات متحده فروخت.
در اولین آخر هفته اکران، در جستجوی نمو موفق شد ۷۰٫۶ میلیون دلار در ایالات متحده و کانادا فروش داشته باشد و در صدر گیشه قرار بگیرد، با پشت سر گذاشتن بروس قادر مطلق و کسب‌وکار ایتالیایی. این فیلم رکورد شرکت هیولاها را شکست و عنوان بهترین افتتاحیه تاریخ برای یک فیلم پویانمایی را از آن خود کرد. رکوردی که تا سال بعد و اکران شرک ۲ حفظ شد. در جستجوی نمو در آن زمان سومین افتتاحیه بزرگ سال ۲۰۰۳ را داشت، پس از بارگذاری مجدد ماتریکس و ایکس ۲. در دومین آخر هفته اکران، با فروش ۴۵٫۸ میلیون دلار، به رتبه دوم و پس از ۲ سریع و ۲ خشمگین سقوط کرد، اما با کاهش تنها ۳۴٪ مواجه شد. با این وجود، در هفته سوم دوباره به رتبه اول بازگشت. اولین فیلمی که پس از روزی دیگر بمیر و هری پاتر و تالار اسرار در سال ۲۰۰۲ موفق به این کار شد. در ادامه، فروش آن از فیلم‌های با افتتاحیه ضعیف‌تری مثل روگرت‌ها و راز بقا، جنایت در هالیوود و خنگ و خنگ‌تر: وقتی هری لوید را دید پیشی گرفت. تا روز بیستم اکران، فروش داخلی آن از ۲۰۰ میلیون دلار فراتر رفت. در هفته آخر چهارم، هالک جای آن را در رتبه اول گرفت، اما در جستجوی نمو همچنان خانواده‌ها و جمعیت زیادی را به سالن‌های سینما می‌کشاند و حتی از دیگر فیلم پویانمایی سال یعنی سندباد: افسانه هفت دریا نیز پیشی گرفت.
تا ژوئیه ۲۰۰۳، در جستجوی نمو با فروش ۲۷۴٫۹ میلیون دلار از بارگذاری مجدد ماتریکس پیشی گرفت و به پرفروش‌ترین فیلم سال تبدیل شد. همچنین از شرک نیز عبور کرد و عنوان دومین فیلم پویانمایی پرفروش تاریخ را به دست آورد. در اواخر همان ماه، فروش فیلم از مرز ۳۰۰ میلیون دلار عبور کرد و موفق شد رکورد شیرشاه را بشکند و به پرفروش‌ترین فیلم پویانمایی تاریخ در ایالات متحده و کانادا تبدیل شود. در پایان فصل تابستان، در جستجوی نمو یکی از پنج فیلمی بود که در یک فصل تابستانی به فروش بالای ۲۰۰ میلیون دلار دست یافت. چهار فیلم دیگر عبارت بودند از: ایکس ۲، بارگذاری مجدد ماتریکس، بروس قادر مطلق و دزدان دریایی کارائیب: نفرین مروارید سیاه از دیزنی. در پایان اکران، مجموع فروش در جستجوی نمو در ایالات متحده و کانادا ۳۳۹٫۷ میلیون دلار و در بازارهای بین‌المللی ۵۳۱٫۳ میلیون دلار بود که مجموع آن به ۸۷۱ میلیون دلار در سراسر جهان رسید. این فیلم در تمام این موارد از شیرشاه پیشی گرفت و عنوان پرفروش‌ترین فیلم پویانمایی تاریخ را از آن خود کرد. فیلم به مدت ۱۱ هفته (تا ۱۴ اوت) در بین ۱۰ فیلم برتر جدول گیشه باقی ماند. در آمریکای شمالی، شرک ۲ در سال ۲۰۰۴ و داستان اسباب‌بازی ۳ در سال ۲۰۱۰ از آن پیشی گرفتند. در جستجوی نمو تا سال ۲۰۰۹ رکورد بیشترین فروش بین‌المللی یک فیلم پویانمایی را در اختیار داشت، تا اینکه عصر یخبندان: ظهور دایناسورها این رکورد را شکست. در بازارهای خارج از آمریکای شمالی، این فیلم پنجمین فیلم پویانمایی پرفروش محسوب می‌شود و در سطح جهانی نیز در جایگاه نهمین فیلم پویانمایی پرفروش تاریخ قرار دارد. همچنین، این فیلم تا سال ۲۰۰۶ و اکران دزدان دریایی کارائیب: صندوقچه مرد مرده، پرفروش‌ترین فیلم تاریخ دیزنی بود. در جستجوی نمو چهارمین فیلم پویانمایی بود که موفق شد در سطح جهانی از مرز ۵۰۰ میلیون دلار عبور کند، پس از شرکت هیولاها، علاءالدین و شیرشاه.
این فیلم در بسیاری از بازارهای بین‌المللی عملکردی چشمگیر داشت. ژاپن به‌عنوان بزرگ‌ترین بازار بین‌المللی فیلم بعد از آمریکای شمالی، با فروش ۱۱٫۲ میلیارد ین (۱۰۲٫۴ میلیون دلار) رکورد زد و به پرفروش‌ترین فیلم پویانمایی خارجی در این کشور (با احتساب ین) تبدیل شد. این رکورد بعدها تنها توسط یخ‌زده (۲۵٫۵ میلیارد ین) شکسته شد. همچنین در جستجوی نمو دومین فیلم بوئنا ویستا پیکچرز بود که در ژاپن به فروش بالای ۱۰۰ میلیون دلار رسید، پس از آرماگدون در سال ۱۹۹۹. در مکزیک، این فیلم ۴٫۷ میلیون دلار فروخت و به دومین افتتاحیه پرفروش کشور، پس از مرد عنکبوتی تبدیل شد. در بریتانیا، ایرلند و مالت، مجموع فروش فیلم به ۳۷٫۲ میلیون پوند (۶۷٫۱ میلیون دلار) رسید. در سالن سینماهای یوسی‌آی در منچستر، فیلم در سه روز ابتدایی اکران، ۱۷٫۱۵۰ پوند (۲۸٫۵۸۳ دلار) فروخت که آن را به پرفروش‌ترین فیلم دیجیتال تاریخ آن سالن تا آن زمان تبدیل کرد، حتی بیشتر از جنگ ستارگان: قسمت دوم – حمله کلون‌ها و چندین اکران دیگر. در جستجوی نمو همچنین با فروش ۲۸٫۷ میلیون پوند (۳۵٫۷ میلیون دلار) به پرفروش‌ترین فیلم اکتبر ۲۰۰۳ در بریتانیا تبدیل شد و فیلم‌هایی مانند پسران بد ۲ را پشت سر گذاشت. دیگر بازارهای بزرگ این فیلم عبارتند از: فرانسه و منطقه مغرب (۶۴٫۸ میلیون دلار)، آلمان (۵۳٫۹ میلیون دلار) و اسپانیا (۲۹٫۵ میلیون دلار).

#### بازپخش سه‌بعدی
پس از موفقیت نسخه‌ سه‌بعدی بازپخش‌شده شیرشاه، دیزنی تصمیم گرفت در جستجوی نمو را نیز به صورت سه‌بعدی بازپخش کند. این نسخه‌ جدید در ۱۴ سپتامبر ۲۰۱۲ اکران شد و هزینه‌ تبدیل آن به فرمت سه‌بعدی کمتر از ۵ میلیون دلار برآورد شد. در آخر هفته نخست اکران نسخه‌ سه‌بعدی در آمریکای شمالی، در جستجوی نمو توانست ۱۶٫۷ میلیون دلار فروش داشته باشد و در رده‌ دوم جدول گیشه، پس از رزیدنت ایول: قصاص قرار گرفت. در مجموع، نسخه‌ سه‌بعدی فیلم در آمریکای شمالی ۴۱٫۱ میلیون دلار و در بازارهای بین‌المللی ۲۸٫۲ میلیون دلار فروش داشت. این عملکرد باعث شد مجموع فروش جهانی فیلم به ۹۴۰٫۳ میلیون دلار برسد.

### بازخورد انتقادی
در وبگاه بازبینی جمعی راتن تومیتوز، از میان ۲۶۷ نقد ثبت‌شده، ۹۹٪ مثبت بوده‌اند و امتیاز میانگین آن ۸٫۷ از ۱۰ است. اجماع منتقدان در این وبگاه چنین بیان شده است: «زیبا به طرز نفس‌گیر و با حضور صداپیشگان کاملاً انتخاب‌شده، در جستجوی نمو یک جواهر دیگر به تاج پیکسار می‌افزاید.» در متاکریتیک (که از میانگین وزنی استفاده می‌کند) این فیلم از ۳۸ نقد، امتیاز ۹۰ از ۱۰۰ را کسب کرده است که نشان‌دهنده‌ «تحسین جهانی» است. مخاطبان مورد نظرسنجی در سینماسکور به این فیلم نمره‌ «+A» در مقیاس +A تا F داده‌اند.
راجر ایبرت به فیلم نمره‌ کامل ۴ از ۴ داد و گفت «آن را از آن دسته فیلم‌های نادری دانستم که دلم می‌خواست در ردیف جلو بنشینم و اجازه بدهم تصاویر تمام میدان دیدم را دربر بگیرند.» اد پارک از ویلج ویس آن را «اقیانوسی از جلوه‌های بصری چشم‌نواز» توصیف کرد که حتی در دوران پراکندگی ذهنی مخاطبان امروز نیز تازه و نو جلوه می‌کند. مارک کارو از شیکاگو تریبون نوشت: «با این موجودات دریایی پیوندی برقرار می‌کنید که در کمتر فیلمی با انسان‌ها برقرار می‌شود. نتیجه: یک گنج واقعی در اعماق دریا.» هیزل-داون دامپرت از هفته‌نامه لس آنجلس نقدی مثبت بر فیلم ارائه داد و گفت: «این فیلم یکی از زیباترین آثاری است که دیزنی تاکنون منتشر کرده، با ویژگی‌های خیره‌کننده‌ای از نور، حرکت، بافت و رنگ که در خدمت تخیلات حرفه‌ای‌ترین افرادی است که پول می‌تواند تهیه کند.» بث جونز از روئانوک تایمز به در جستجوی نمو نمره‌ کامل پنج از پنج داد و توضیح داد: «چند صحنه از فیلم ترسناک‌تر از سبیل ادوارد نورتون در کسب‌وکار ایتالیایی هستند.» جف استریکلر از استار تریبون نقد مثبتی ارائه داد و گفت: «این فیلم ثابت می‌کند که حتی وقتی پیکسار در اوج نیست، باز هم پویانمایی‌ بهتر از برخی رقبایش در بهترین روزهایشان تولید می‌کند.» جین سیمور از نیوزدی سه و نیم ستاره از چهار به فیلم داد و گفت: «پس‌زمینه‌های زیرآبی نفس‌گیر هستند. نه، واقعاً. آن‌قدر واقعی به نظر می‌رسند که هنگام تماشا تقریباً حس می‌کنی باید نفست را حبس کنی.» رنه رودریگز از میامی هرالد چهار ستاره کامل به فیلم داد و گفت: «نگرانی‌های والدین معمولاً موضوع فیلم‌های کودکانه نیستند، اما این فیلم کاملاً افسون‌گر به‌خوبی می‌داند چطور مخاطب کودک خود را جذب کند بدون اینکه به او بی‌احترامی کند یا او را ساده فرض کند.»
کنت تورن از لس آنجلس تایمز به فیلم نمره سه و نیم از پنج داد و گفت: «بهترین اتفاق این است که قوه تخیل همیشگی و بی‌حد و مرز پیکسار نمی‌تواند برای همیشه مهار شود، و «نمو» با موجودات دریایی‌ای منفجر می‌شود که استعداد استنتون و تیمش را در شخصیت‌پردازی و نگاه بی‌نظیرشان به طنز فرهنگی معاصر به نمایش می‌گذارد.» ساندرا هال از سیدنی مورنینگ هرالد گفت: «این اولین بار نیست که پویانماهای پیکسار با دنیای طبیعت درگیر می‌شوند، اما هرگز به اندازه این فانتازیای زیر دریا در آن غرق نشده‌اند.» استیون هولدن از نیویورک تایمز به فیلم چهار از پنج ستاره داد و گفت: «تخیل بصری و شوخ‌طبعی پیچیده، در جستجوی نمو را به سطحی نزدیک به اوج فیلم‌های داستان اسباب‌بازی و شرکت هیولاها می‌رسانند.» تری لاوسون از دیترویت فری پرس به فیلم نمره سه از چهار داد و گفت: «همان‌طور که حالا از پیکسار انتظار داریم، حتی ماهی‌های فرعی در در جستجوی نمو هم به‌عنوان شخصیت‌هایی بیشتر توسعه یافته‌اند تا هر انسانی در فیلم‌های مأموریت: غیرممکن.» کلودیا پوئیگ از یواس‌ای تودی نمره سه و نیم از چهار داد و گفت: «در جستجوی نمو گنجینه‌ای زیر دریاست. زیباترین فیلم در میان آثار پیکسار—که شامل داستان اسباب بازی ۱ و ۲، زندگی یک حشره و شرکت هیولاها می‌شود—نمو تماشاگران خانوادگی را با داستانی شیرین و تأثیرگذار و تصاویری نفس‌گیر شگفت‌زده می‌کند. شاید فاقد شوخ‌طبعی هوشمندانه‌ شرکت هیولاها باشد، اما کودکان با ماهی پرشور و شجاع نمو هم‌ذات‌پنداری می‌کنند و بزرگ‌ترها با مارلین، پدر فداکارش.» بروس وستبروک از هیوستون کرونیکل به فیلم نمره A− داد و گفت: «در جستجوی نمو در حد و اندازه‌ استانداردهای بالای پیکسار ظاهر می‌شود، با تصاویری فوق‌العاده خلاقانه، کمدی هوشمندانه، شخصیت‌پردازی قوی و داستانی درگیرکننده.» جک گارنر از گانیت نیوز سرویس نمره کامل ۱۰ از ۱۰ داد و بیان کرد: «این فیلم تعادلی بی‌نقص بین جذابیت و معصومیت کودکانه‌ پویانمایی‌های دیزنی و شوخ‌طبعی تند و تیز و مد روز کارتون‌های قدیمی برادران وارنر برقرار کرده است.» تام لانگ از دیترویت نیوز به فیلم نمره A− داد و گفت: «یک آزمون ساده برای انسانیت: اگر هنگام تماشای این فیلم با صدای بلند نخندید، احتمالاً باتری دارید، نه قلب.»
مویرا مک‌دونالد از سیاتل تایمز به فیلم نمره کامل چهار از چهار داد و گفت: «افسون‌کننده؛ با ترکیبی بی‌زحمت از شیرینی و حماقت نوشته شده و با زیبایی رنگین‌کمانی خیره‌کننده‌ای پویانمایی شده است، طوری که ممکن است بخواهید صحنه‌ها را متوقف کرده و قاب بگیرید.» دافنه گوردون از تورنتو استار نمره چهار از پنج داد و گفت: «یکی از قوی‌ترین آثار دیزنی در سال‌های اخیر، به لطف کارهای اندرو استنتون، که احتمالاً یکی از موفق‌ترین کارگردان‌هایی است که اسمش را نشنیده‌اید.» تای بور از بوستون گلوب نمره سه و نیم از چهار داد و گفت: «در جستجوی نمو شاید در سطح بهترین آثار شرکت نباشد—بالاخره نشانه‌هایی از یک فرمول تکراری در آن دیده می‌شود—اما بدون شک بهترین فیلم خانوادگی از زمان شرکت هیولاها تاکنون است.» سی. دبلیو. نویوس از سان فرانسیسکو کرونیکل نمره کامل چهار از چهار داد و گفت: «تصاویر می‌درخشند، ماهی‌ها احساسات نشان می‌دهند و اقیانوس زنده می‌شود. این فقط دو دقیقه اول است. بعد از آن، کارهای واقعاً جالبی انجام می‌دهند.» گرگوری ام. لمب از کریستیان ساینس مانیتور نمره سه از چهار داد و آن را «بهترین پویانمایی زیرآبی از زمان پری دریایی کوچولو» توصیف کرد. آن هورنادی از واشینگتن پست نقدی مثبت نوشت و گفت: «در جستجوی نمو بچه‌ها را با داستان جذاب، شخصیت‌های رنگارنگ و اکشن پرجنب‌وجوشش مجذوب می‌کند و بزرگ‌ترها را نیز با طنز ظریف و ظرافت بصری‌اش سرگرم نگه می‌دارد.» دیوید آنسن از نیوزویک نقدی مثبت نوشت و گفت: «شگفت‌انگیز از نظر بصری، هر قاب پر از جزئیات هوشمندانه است؛ در جستجوی نمو بهترین فیلم تولیدشده توسط یک استودیوی بزرگ در سال جاری تاکنون است.»
ریچارد کورلیس از تایم نقدی مثبت نوشت و گفت: «نمو، با فانتزی زیرآبی خیره‌کننده‌اش، موفق شده است تا درخشش طراحی فیلم‌های قبلی پیکسار را هم پشت سر بگذارد.» لیزا شوارتزبام از انترتینمنت ویکلی به فیلم نمره A داد و گفت: «در این ترکیب بی‌نقص از درخشش فنی و شور داستان‌گویی، تیم پیکسار چیزی خلق کرده‌اند که به اندازه‌ جاز، روح‌دار و ذاتاً آمریکایی و فوق‌العاده است.» کری ریکی از فیلادلفیا اینکوایرر نمره سه از چهار داد و گفت: «به اندازه‌ی چشمان درخشان نمو جذاب است و به همان اندازه که این ماهی کوچک با باله‌های نامتقارنش عجیب است، فیلم هم خاص و منحصربه‌فرد است.» دیوید جرمن از آسوشیتد پرس نقدی مثبت نوشت و گفت: «در جستجوی نمو سرشار از شوخی‌های هوشمندانه و لطیفه‌های بامزه است و با داستان شاد دیگری از دوستی‌های ناهماهنگ دو ماهی با صداپیشگی آلبرت بروکس و الن دی‌جنرس جان گرفته است.» آنتونی لین از نیویورکر نقدی مثبت نوشت و گفت: «جدیدترین موج جادوی پیکسار، که از داستان اسباب بازی به این‌سو ادامه داشته، انرژی و شوخ‌طبعی بی‌نظیری به هنر در حال افول پویانمایی‌های جریان اصلی بخشیده است.» بازانتشار سه‌بعدی فیلم، نه سال پس از اکران اولیه، باعث مرور دوباره‌ای بر آن شد. استفان ویتی از استار لدگر آن را «فیلمی واقعاً بامزه و تأثیرگذار توصیف کرد که در کمتر از یک دهه، خود را به‌عنوان یک کلاسیک جاودانه تثبیت کرده است.» در خصوص نسخه‌ی سه‌بعدی، لیزا شوارتزبام از انترتینمنت ویکلی نوشت که قدرت احساسی فیلم با «بعدپذیری اعماق اقیانوس» افزایش یافته، جایی که «رازهای فضایی جریان‌های آبی و دنیاهای شناور دقیقاً همان جایی‌اند که کاوشگران سه‌بعدی برای جسورانه رفتن به آن‌ها متولد شده‌اند.»
در جستجوی نمو در فهرست‌های متعددی از بهترین‌ها قرار گرفت. این فیلم در ارزیابی‌های بازنگری‌شده توسط منابع حرفه‌ای مانند بی‌بی‌سی و ایندیپندنت به‌عنوان یکی از برترین فیلم‌های قرن بیست و یکم شناخته شد. چندین نشریه نیز آن را در فهرست بهترین فیلم‌های پویانمایی قرار دادند، از جمله: آی‌جی‌ان (۲۰۱۰)، اینسایدر، یواس‌ای تودی، و ال (همگی در سال ۲۰۱۸)، همچنین پرید، کمپلکس و تایم اوت (همگی در سال ۲۰۲۱). در دسامبر ۲۰۲۱، فیلمنامه‌ این فیلم در رتبه‌ ۶۰ از فهرست «۱۰۱ فیلمنامه برتر قرن بیست و یکم (تاکنون)» توسط انجمن نویسندگان آمریکا قرار گرفت.

### تمجیدات
در هفتاد و ششمین دوره‌ جوایز اسکار، در جستجوی نمو نخستین اثر پیکسار بود که موفق شد جایزه‌ بهترین فیلم پویانمایی را از آن خود کند و رقبایی چون خرس برادر و سه‌قلوهای بلویل را پشت سر بگذارد. این فیلم همچنین در دو رشته‌ دیگر نامزد جایزه اسکار شد: بهترین فیلم‌نامه غیراقتباسی و بهترین تدوین صدا، که به‌ترتیب آن‌ها را به گمشده در ترجمه و ناخدا و فرمانده: آخر دنیا واگذار کرد. در جستجوی نمو جوایز متعددی نیز در دیگر جشنواره‌ها کسب کرد، از جمله: بهترین فیلم پویانمایی در جوایز حلقه منتقدان فیلم کانزاس‌سیتی، جوایز ساترن، انجمن منتقدان فیلم لاس‌وگاس، هیئت ملی بازبینی، انجمن منتقدان فیلم آنلاین و انجمن منتقدان فیلم تورنتو. این فیلم برنده‌ جوایز برگزیده کودکان برای بهترین فیلم و بهترین صداپیشگی (الن دی‌جنرس) و جایزه ساترن بهترین بازیگر مکمل زن (الن دی‌جنرس) شد.
همچنین این فیلم نامزد دریافت دو جایزه از انجمن منتقدان فیلم شیکاگو در رشته‌های بهترین فیلم و بهترین بازیگر مکمل زن (الن دی‌جنرس)، یک جایزه گلدن گلوب برای بهترین فیلم – موزیکال یا کمدی و دو جایزه سینمایی و تلویزیونی ام‌تی‌وی در بخش‌های بهترین فیلم و بهترین اجرای کمدی (الن دی‌جنرس) نیز شد.
در ژوئن ۲۰۰۸، انستیتوی فیلم آمریکا فهرستی به‌نام «ده تا از ده تا» منتشر کرد که در آن، ده فیلم برتر در ده ژانر کلاسیک سینمای آمریکا را معرفی کرده بود. در این فهرست، در جستجوی نمو به‌عنوان دهمین فیلم برتر در ژانر پویانمایی شناخته شد. در جستجوی نمو جدیدترین فیلم در میان تمام آثار حاضر در این فهرست‌ها بود و همچنین یکی از تنها سه فیلمی به‌شمار می‌رفت که پس از سال ۲۰۰۰ ساخته شده‌اند (دو فیلم دیگر ارباب حلقه‌ها: یاران حلقه و شرک بودند).

#### شناخته شدن توسطانستیتوی فیلم آمریکا:
- ۱۰۰ سال… ۱۰۰ فیلم به انتخاب بفا – نامزد[۱۴۶]
- ۱۰ فیلم برتر در ۱۰ ژانر به انتخاب بفا – دهمین فیلم پویانمایی[۱۴۷]

### نگرانی‌ها و پیامدهای زیست‌محیطی
استفاده از دلقک‌ماهی در فیلم در جستجوی نمو باعث خرید گسترده این نوع ماهی به‌عنوان حیوان خانگی در ایالات متحده شد، حتی با اینکه داستان فیلم استفاده از ماهی‌ها به‌عنوان حیوان خانگی را به‌طور منفی نشان می‌دهد و اشاره می‌کند که نگهداری از آکواریوم‌های آب شور بسیار پیچیده و هزینه‌بر است. تقاضا برای دلقک‌ماهی‌ها از طریق برداشت‌های گسترده ماهی‌های گرمسیری در مناطقی مانند وانواتو تأمین می‌شد. کمیسیون گردشگری استرالیا چندین کمپین تبلیغاتی در چین و ایالات متحده راه‌اندازی کرد تا گردشگری به استرالیا را ترویج کند و بسیاری از این کمپین‌ها از کلیپ‌های در جستجوی نمو استفاده می‌کردند. کوئینزلند نیز از این فیلم برای جذب گردشگران و ترویج خود به‌عنوان مقصدی برای تعطیلات استفاده کرد. طبق گفته نشنال جیوگرافیک، «به طرز عجیبی، در جستجوی نمو، فیلمی درباره رنج یک دلقک‌ماهی گرفتار، باعث سه برابر شدن تقاضا برای آکواریوم‌های خانگی با این ماهی‌ها شد.»
واکنش عمومی به در جستجوی نمو منجر به تخریب زیست‌محیطی برای دلقک‌ماهی‌ها شد و اعتراض‌هایی از سوی چندین سازمان حفاظتی زیست‌محیطی، از جمله شورای آکواریوم‌های دریایی استرالیا، به همراه داشت. تقاضا برای ماهی‌های گرمسیری پس از اکران فیلم به شدت افزایش یافت و باعث کاهش شدید گونه‌های مرجانی در وانواتو و چندین منطقه مرجانی دیگر شد. پس از مشاهده فیلم، برخی از صاحبان آکواریوم‌ها ماهی‌های خانگی خود را به دریا رها کردند، اما نتواستند آنها را به زیستگاه‌های درست دریایی رها کنند، که منجر به معرفی گونه‌های مضر به محیط زیست بومی شد. این عمل باعث آسیب به مرجان‌ها و اکوسیستم‌های دریایی در سراسر جهان شد.
مطالعه‌ای در سال ۲۰۱۷ توسط پژوهشگران دانشگاه جیمز کوک در استرالیا انجام شد که شواهد کمی از خرید ماهی‌های وحشی توسط طرفداران فیلم بلافاصله پس از اکران (در عرض ۱٫۵ سال) نشان داد.

## میراث

### دنباله
یک دنباله‌ اسپین‌آف از فیلم با عنوان در جستجوی دوری در ژوئن ۲۰۱۶ منتشر شد. این فیلم بر دوری تمرکز دارد و داستان آن حول سفر او برای پیدا کردن والدینش (با صداپیشگی دایان کیتن و یوجین لوی) می‌چرخد.

### بازی‌های ویدئویی
در سال ۲۰۰۳، یک بازی ویدئویی بر اساس این فیلم برای پلتفرم‌های مایکروسافت ویندوز، ایکس‌باکس، پلی‌استیشن ۲، گیم‌کیوب و گیم بوی ادونس منتشر شد. هدف بازی، عبور از مراحل مختلف در نقش‌های نمو، مارلین یا دوری است. این بازی دارای صحنه‌های سینمایی از فیلم اصلی بود و هر کلیپ، متناسب با یکی از مراحل بازی طراحی شده بود. این بازی، آخرین بازی پیکسار بود که توسط استودیو ترولرز تیلز توسعه یافت. در زمان عرضه، بازی با بازخوردهای متفاوت و نمرات متوسطی از سوی منتقدان روبه‌رو شد. در سال ۲۰۰۴ نیز دنباله‌ای برای نسخه گیم بوی ادونس با نام در جستجوی نمو: ادامه ماجراجویی منتشر شد.

### تم جاذبه‌های پارک
در جستجوی نمو الهام‌بخش ساخت جاذبه‌ها و بخش‌های متعددی در دیزنی پارکس در سراسر جهان شده است، از جمله: صحبت لاک‌پشت با کراش، که برای اولین بار در سال ۲۰۰۴ در اپکات افتتاح شد، دیزنی کالیفرنیا ادونچر پارک در سال ۲۰۰۵، دیزنی‌لند هنگ کنگ در سال ۲۰۰۸، دریای دیزنی توکیو در سال ۲۰۰۹؛ سفر زیردریایی در جستجوی نمو، که در سال ۲۰۰۷ در پارک دیزنی‌لند افتتاح شد؛ دریاها با نمو و دوستان که در سال ۲۰۰۷ در اپکات افتتاح شد؛ در جستجوی نمو – موزیکال، که در سال ۲۰۰۷ در قلمرو جانوران دیزنی افتتاح شد؛ کراش کوستر، که در سال ۲۰۰۷ در پارک استودیوهای والت دیزنی افتتاح شد.